# Tricentrus camelliae
Tricentrus camelliae är en insektsart som beskrevs av Yuan och Fan. Tricentrus camelliae ingår i släktet Tricentrus och familjen hornstritar. Inga underarter finns listade i Catalogue of Life.